# Giennadij Matwiejew
Giennadij Michajłowicz Matwiejew, ros. Геннадий Михайлович Матвеев (ur. 22 sierpnia 1937 w Rostowie nad Donem, Rosyjska FSRR, ZSRR, zm. 15 stycznia 2014) – rosyjski piłkarz, grający na pozycji napastnika, reprezentant ZSRR, trener piłkarski.

## Kariera piłkarska

### Kariera klubowa
W 1956 rozpoczął karierę piłkarską w miejscowym klubie Rostsielmasz Rostów nad Donem. W 1959 przeszedł do SKA Rostów nad Donem, występującego w Klasie A ZSRR. W 1968 zakończył karierę piłkarską.

### Kariera reprezentacyjna
11 października 1964 zadebiutował w reprezentacji Związku Radzieckiego w spotkaniu towarzyskim z Austrią przegranym 0:1. Wcześniej bronił barw olimpijskiej reprezentacji. Łącznie rozegrał 6 meczów i strzelił 2 gola.

## Kariera trenerska
Po zakończeniu kariery piłkarskiej rozpoczął karierę trenerską. Prowadził kluby SKA Rostów nad Donem, SKA Odessa, Kubań Krasnodar, Torpedo Taganrog, Atommasz Wołgodońsk, Spartak Tambow. Oprócz tego, w latach 1971-1972 pracował na stanowisku dyrektora w dalekowschodniej drużynie Amur Błagowieszczeńsk. Ostatnim klubem, który prowadził, był Chimik Uwarowo.

## Sukcesy i odznaczenia

### Sukcesy klubowe
- wicemistrz ZSRR: 1966

### Sukcesy indywidualne
- wybrany do listy 33 najlepszych piłkarzy ZSRR: Nr 1 (1966)

### Odznaczenia
- tytuł Mistrza Sportu ZSRR: 1960